# Rävungen
Rävungen (originaltitel One child) är en verklighetsbaserad roman skriven av författaren Torey Hayden, från 1980. Det är Haydens bäst säljande bok och har översatts till minst 28 olika språk och även filmatiserats. Den svenska översättningen kom ut 1990.
Den handlar om 6-åriga Shiela som hamnar i specialpedagogen Torey Haydens klass. Shiela är en mycket emotionellt störd flicka som bär med sig ett stort bagage från sitt tidigare liv. Flickan bor med sin pappa i arbetslägret i staden där Hayden nu jobbar och blir en riktig utmaning för henne att ta itu med.
Boken fick en uppföljare, Tigerungen som skildrar Shielas liv efter att hon lämnat Toreys klass. Den börjar när Shiela är 13 år.

## Sammanfattning
I början av året, får Torey ett långsmalt mattbelagt klassrum med ett enda fönster - mycket olämpligt för en specialklass. Hennes assistent är en mexikansk gästarbetare som heter Anton och som hoppade av gymnasiet. 
Eleverna i början av året är följande:
- Peter, 8 år, som har kramper och aggressivt beteende orsakat av ett neurologiskt tillstånd.
- Tyler, 8 år, självmordsbenägen.
- Max, 6 år, autistisk.
- Freddie, överviktig och gravt utvecklingsstörd.
- Sarah, 7 år, arg, trotsig och selektivt stum på grund av fysiska och sexuella övergrepp av sin far.
- Susannah Joy, 6 år, schizofren.
- William, 9 år, tvångssyndrom och fobier för vatten, mörker, bilar, dammsugare och damm.
- Guillermo, 9 år, blind, men är i denna klass eftersom hans vanliga blindklass inte kunde hantera hans aggressiva beteende.